# ARMAN
ARMAN (zkratka slov Archaeal richmond mine acidophilic nanoorganisms) je nedávno[kdy?] objevená skupina archeí s nevyjasněnou klasifikací. Tyto extrémně acidofilní organismy žijí v kyselých dolech v severní Kalifornii. O jejich objevení se zasloužil Brett Baker z University of California Berkeley.

## Popis
Jednotlivé nalezené skupiny archeí se zatím označují jako ARMAN-1, ARMAN-2 a ARMAN-3 a řadí se do kmene Euryarchaeota. Jsou přítomné v kyselých důlních vodách s pH pod 1,5. Jejich abundance v rámci mikrobiální komunity však nepřesahuje 5-25%.
Velikost jejich buněk (asi 200 nm) je na hranici možností pro život. Buňky obsahují jen asi 92 ribozomů, ve srovnání například s 10 000 ribozomy bakterie E. coli.